# LEW EL14
EL14 – zębata lokomotywa elektryczna produkowana w latach 1953-1958 dla kolei przemysłowych. Wyprodukowano piętnaście lokomotyw przemysłowych.  Elektrowozy były eksploatowane przez niemieckie koleje przemysłowe w Mansfeld.